# Meyer’sche Schleife
Die Meyer’sche Schleife bezeichnet einen Teil der Sehbahn, also der Nervenbahn des visuellen Systems.

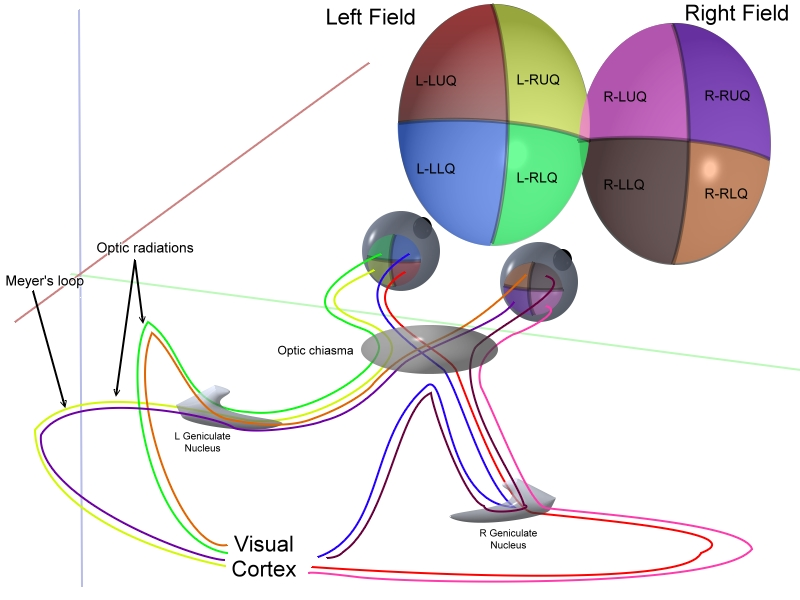
Meyer’s loop = Meyer’sche Schleife

Die unteren Fasern der Sehstrahlung (Radiatio optica), also der Bereich der Sehbahn nach dem Corpus geniculatum laterale, verlaufen um das Temporalhorn herum und bilden die Meyer’sche Schleife. Sie ist benannt nach Adolf Meyer (1866–1950).
Die Beschädigung der Meyer’schen Schleife, beispielsweise durch einen Tumor oder bei einer neurochirurgischen Operation, ruft eine Quadrantenanopsie im kontralateralen, oberen Gesichtsfeld hervor.